# Edvard Ward
Carl Edvard Daniel Ward, född 2 maj 1894 i Stockholm, död 1 april 1975 i Lahtis i Finland, var en Sverigefödd finländsk ingenjör och officer. Han är känd som befälhavare för Västra Nylands bataljon, ett frivilligförband på den vita sidan, som sattes upp under slutskedet av Finska inbördeskriget den 20 april 1918 i Nyland.
Edvard Ward var det äldsta av sex barn till den Sverigefödde trädgårdsmästaren Carl Theodor Ward och Josephine Jacobsson (1867-1947). Fadern hade flyttat till Helsingfors 1896 och var rektor för Finska Trädgårdsföreningens trädgårdsskola. Edvard Ward utbildade sig till ingenjör och genomgick också officersutbildning i den svenska armén. I början av Finska inbördeskriget tjänstgjorde han som befälhavare för den svensktalande skyddskåren Svidjakåren, samlad i Svidja gård i Kyrkslätt. I februari 1918 blev han tillfångatagen av de röda och fängslad i Svenska lyceum i Helsingfors. Efter stadens erövring av den tyska Östersjödivisionen den 12–13 april 1918, blev han befälhavare för den då uppsatta Västra Nylands bataljon, med högkvarter på Västankvarns gård i Ingå. Bataljonen genomförde straffexpeditioner i Nyland och Egentliga Finland i maj 1918 för att rensa områdena från de röda. Västra Nylands bataljon ansvarade i detta arbete för avrättningarna i Västankvarn.
Efter kriget arbetade Ward bland annat som teknisk direktör för Högfors bruk i Högfors.
Han gifte sig med Ethel Linnea Söderholm.